# Hierón (santuario)
Un hierón (griego τὸ ἱερόν, "espacio sagrado", "santuario"; plural, hiera) fue un lugar de culto griego, que originalmente, debido a ciertos sensaciones o efectos producidos por una manifestación de una deidad, era considerado sagrado.
En este terreno sagrado podían construirse  edificios como un templo o un altar, pero también podía ser un bosque o cualquier sitio donde se realizaran ofrendas a los dioses. En la mayoría de los casos, el término hierón es equivalente a témenos.
En la época homérica, el culto tenía lugar al aire libre, en el bosque o en torno a un altar. El espacio sagrado del témenos, el recinto sagrado y el altar, estaba delimitado por valla vegetal, mojones o por un muro, y eran los primeros elementos del santuario. Otros elementos que caracterizaban el lugar sagrado, podían comprender piedras especiales como el omphalós (ónfalo) de Delfos, árboles sagrados o fuentes. También eran considerados espacios sagrados inviolables los que contenían enterramientos de héroes o fundadores de una ciudad.
Con posterioridad, el santuario se desarrollaba como un complejo de edificios para el culto, tendiendo a tomar, el aspecto de un gran recinto, atravesado por una vía sacra, conteniendo diferentes edificios conectados entre sí de diversas maneras (además del templo principal dedicado a la deidad, otros templos, altares, alojamiento para los peregrinos, monumentos, pórticos o templos que albergaban los exvotos ofrecidos por las principales ciudades, thesaurós, encontrándose también los teatros, a menudo, dentro del recinto sagrado. El templo (naos) era considerado la casa del dios y albergaba su estatua. El culto tenía lugar fuera.
Los santuarios urbanos se encontraban en el centro de la ciudad o en la acrópolis. Los santuarios fuera de las ciudades, a menudo debían su fama a la presencia de un oráculo o al hecho de dar un culto común de anfictionía o de ciudad. En la época clásica, los santuarios más importantes fueron Delfos y Olimpia, donde especialmente en esta localidad, distante de centros habitados, eran notables los edificios para los huéspedes, pues un gran número de visitantes se reunían aquí cada cuatro años, para los juegos Panhelénicos, aunque la mayoría de los peregrinos se refugiaban en tiendas.
En el caso de Delfos, sin embargo, la naturaleza oracular del santuario determinaba una afluencia casi constante, además de estar cerca de una ciudad importante, que evidentemente, debía poseer los alojamientos necesarios. También fueron importantes los santuarios de Epidauro y Cos, que atraían a los pacientes en busca de su curación. Otros santuarios eran dedicados a cultos determinados, mistéricos u orgiásticos, como los de Eleusis,  santuario panhelénico situado en territorio ateniense, los de Magna Mater en la gruta del Ida en Creta, los de Pesinunte en Asia Menor o los de Venus-Afrodita en Erice en Sicilia y otros lugares.